# Андреа Россі
Андреа Россі (італ. Andrea Rossi; нар.3 червня 1950, Мілан, Італія) — італійський підприємець, відомий своїми псевдонауковими винаходами, останній і найвідоміший з-поміж яких — Energy Catalyzer (E-Cat): пристрій, який виробляє теплову енергію, реалізовуючи сумнівну наукову гіпотезу холодного ядерного синтезу.
Також Россі стверджує, що він винайшов процес перетворення органічних відходів у нафту в 1978 році, після чого заснував компанію Petroldragon. В 1990-х роках після розпуску компанії, він був арештований та ув'язнений на 6 місяців за екологічні злочини та ухилення від сплати податків. Врешті-решт був виправданий.

## Біографія
Андреа Россі навчався на філософському факультеті Міланського університету, темою дипломної роботи було дослідження зв'язку Ейнштейнівської теорії відносності та феноменології Гуссерля.

## Бізнес-проекти

### Petroldragon
В 1974 році Россі запатентував специфічну систему спалювання, а 1978 року була опублікована його стаття «Спалення відходів та очищення річок» в міланському журналі Tecniche Nuove. Згодом він заснував компанію Petroldragon для переробки сміття в нафту, яка була розформована в 1990-х роках на фоні звинувачень в скиданні токсичних відходів, а також в униканні сплати податків. Майно компанії та самого Россі було арештовано, його самого ув'язнено. Після звільнення, Россі емігрував до США та заснував компанію Leonardo Technology Incorporated. Більш, ніж через 10 років після ув'язнення, Россі був виправданий. Уряд провінції Ломбардія витратив понад 40 млн євро щоб позбутися 70 тисяч тонн токсичних відходів Petroldragon, які зберігалися в регіоні.

### Електроенергія з теплових відходів
В США Россі заснував консалтингову компанію Leonardo Technologies, Inc. Він отримав оборонний контракт оцінити потенціал виробництва електроенергії з теплових відходів, використовуючи термоелектричні генератори. Схожі пристрої зазвичай використовують для охолодження через низьку ефективність електрогенерації лише в кілька відсотків. Россі запропонував свої пристрої, ККД яких досягатиме 20%, виробництво яких здійснювалося б в Італії. Россі надіслав 27 термоелектричних пристроїв для оцінки в Центр інженерних досліджень та розвитку. З них 19 не виробляли електроенергію взагалі, решта виробляла по 1 Ватту кожен, тоді як очікувана потужність була 800–1000 Ватт.

### Каталізатор енергії Россі
В січні 2011 року Россі та італійський фізик Серджіо Фокарді заявили, що їм вдалося створити пристрій, здатний проводити реакції холодного ядерного синтезу — Energy Catalyzer. Пізніше Россі сказав, що пристрій використовує не реакції холодного синтезу, а ядерні реакції, спричинені слабкою взаємодією. Россі та Фокарді стверджують, що пристрій працює за допомогою проникнення нагрітих атомів водню до нікелю, який в результаті трансмутує в мідь, а в процесі реакції виробляється тепло.
В Італії на пристрій було видано патент, після формальної перевірки, а не технічної експертизи. Принцип роботи описується як «процес та устаткування для досягнення екзотермічних реакцій, зокрема з нікелю та водню». Заявка на міжнародний патент була відхилена через те, що «порушувала всі загальноприйняті фізичні закони та перевірені наукові теорії», для подальшого розгляду рекомендується привести або верифіковувані експериментальні докази, або міцну теоретичну базу, засновану на сучасних наукових теоріях.
Переважна більшість науковців скептично ставляться до претензій Россі на знаковий винахід, тим паче, що він не дозволяє провести незалежний експеримент для підтвердження реальності заявленого процесу. Американський фізик та популяризатор науки Етан Зігель (англ. Ethan Siegel) назвав Россі шарлатаном, а пристрій відвертим шахрайством.